# Нено Неновски
Нено Колев Неновски е български юрист и учен.

## Биография
Роден в с. Балван, Великотърновска област. Завършва средно образование в Мъжката гимназия „Св. Кирил“, гр. Велико Търново, 1952 г. Висше юридическо образование – Юридически факултет на Софийския университет „Св. Климент Охридски“, през 1959 г.
Едногодишен стаж в Софийската адвокатура (1957 – 1958 г.), патрони: Аведис Румян (цивилист), д-р Кирил Георгиев (пеналист). Прокурор в гр. Горна Оряховица и гр. Велико Търново (1959 – 1962). Научната му кариера включва:
Асистент в Юридическия факултет на Софийския университет „Св. Климент Охридски“ по обща теория на държавата и правото (1962 – 1975 г.).
Старши научен сътрудник в Института за правни науки при БАН (1975 г.),
Професор в Института за правни науки при БАН (1990 г.). Доктор (1970 г.). Член-кореспондент на БАН (1995 г.).
Специализира в Европейския университетски център в Нанси, Франция (1965 – 1966 г.), в Международния факултет по сравнително право в Страсбург. Франция (1969 г.), През периода (1966 – 1970 г.)e редовен аспирант в Юридическия факултет на Московския държавен университет „М. Ломоносов“.

## Област на научните интереси
Философия и обща теория на правото, историческо развитие на правните доктрини, конституционно право и конституционно правосъдие.

## Държавни и административни длъжности
Член на Конституционния съд на Република България (1991 – 1994 г.),
Заместник-председател на Съвета по законодателство при XXXVII народно събрание (1995 – 1997 г.),
Заместник-председател на Съвета по законодателство при XXXVII народно събрание (1995 – 1997 г.),
Заместник-председател на Консултативния съвет по законодателството при XXXIX народно събрание (2001 – 2004).
Заместник-директор на Института за правни науки (1989 – 1991 г.). Ръководител на секция в Института за правни науки (1989 – 1991, 1995 – 2004). Заместник-председател на Комисията по правни науки на Висшата атестационна комисия (1990 – 1991 г.), член на Президиума на Висшата атестационна комисия (1995 – 1997 г.).

## Лекционни курсове и научни постижения
В Юридическия факултет на Софийския университет:
- История на политическите и правните учения (1965 – 1987 г.),
- Теория на държавата и правото (1984 – 1990 г.),
- Права на човека (1994 – 2000 г.).
Във факултета по журналистика на Софийския университет:
- Основи на държавата и правото.
В Нов български университет:
- Обща теория на правото (1996 – 2002 г.),
- Конституционно правосъдие (1996 – 2002 г.).
Една от най-ивестните му книги в България и чужбина е Единство и взаимодействие государство и права, превод Сафронов В.М., под ред. на Алексеев С.С. Москва, 1982
Председател на ръководството на Правната секция при Съюза на учените в България (1990 – 1991 г.).
Член-учредител на Българската асоциация по философия на правото и социална философия (1985 г.) и неин председател от 1990 г.
Член на редколегията на сп. „Правна мисъл“ от 1990 г., главен редактор на същото списание (1995 – 1999 г.).
Главен редактор и основател на сп. „Юридически свят“ от 1999 г. до смъртта си през 2004 г.
Член на главната редакция на еднотомната национална енциклопедия „България“ (БАН).

### Книги
- Буржоазният правен солидаризъм. Критика на теорията на Леон Дюги. С., Наука и изкуство, 1973, 220 с.
- Приемствеността в правото. С., Наука и изкуство, 1975, 168 с.
- Единство и взаимодействие на държавата и правото. С., Наука и изкуство, 1980, 116 с.
- Право и ценности. С., изд. на БАН, 1983, 146 с.
- Правата на човека (Общотеоретични въпроси). С., Юриспрес, 1994, 152 с.; 2 доп. изд. С., Юриспрес, 1995, 175 с.
- Конституционният съд и правното действие на неговите решения. В съавт. с Живко Сталев. С., Сиби, 1996, 120 с.
- Гражданско общество – държава – право. С., изд. Лик, 1996, 52 с.
- Конституционното право на защита. С., Сиби, 1998, 60 с.
- Венелин Ганев. Щрихи от живота и делото му. С., Сиела, 2000, 64 с.
- Конституцията: актуални въпроси на теорията и практиката. С., Сиби, 2002, 136 с.
- Джорджо Дел Векио и неговата философия на правото. С., Юриспрес и Унив. изд. „Св. Климент Охридски“, 2004, 52 с.

### Учебници
- Теория на социалистическото право (в съавт.). Изд. на Соф.унив., С., 1973, 356 с. (автор на гл. II, § 5; гл. XVI).
- Теория на социалистическата държава (в съавт.). Изд. на Соф. унив., С., 1978, 384 с. (автор на гл. I; гл. II, § 5; гл. XV).
- Теория на държавата и правото (в съавт.). Изд. на Соф. унив., С., 1984, 467 с. (автор на гл. V и гл. VIII).
- Съвременни буржоазни учения за държавата и правото. С., Соф. унив., 1984, 146 с.